# Mr. Gilfil's Love Story
Mr. Gilfil's Love Story er en britisk stumfilm fra 1920 af A. V. Bramble.

## Medvirkende
- Robert Henderson Bland - Maynard Gilfil
- Mary Odette - Caterina
- Peter Upcher - Anthony Wybrow
- Dora De Winton - Lady Clevere
- A. Harding Steerman - Christopher Chever
- Aileen Bagot - Beatrice Asscher
- Norma Whalley - Lady Asscher
- John Boella - Sarti
- Irene Drew - Dorcas
- Robert Clifton - Knott